# Вашетко, Николай Памфилович
Николай Памфилович Вашетко (укр. Микола Памфілович Вашетко; 6 февраля(18) 1880 — Николаевка (Борзнянский район), Черниговская область, Борзнянский район — 6 сентября 1960 Киев, СССР) — украинский и советский патофизиолог, доктор медицины (1913), профессор (1918), Заслуженный деятель науки УССР (1960).

## Биография
Родился 6 февраля 1880 года в селе Николаевка, Черниговская область, Борзнянский район. В 1908 году окончил Медицинский факультет Киевского университета. Работал врачом клинико-судебного отдела Киевского военного госпиталя (ныне Главный военный клинический госпиталь Министерства обороны Украины), проводил научно-исследовательскую работу на кафедре общей патологии под руководством профессора В. К. Линдермана. В 1913 году защитил докторскую диссертацию на тему «К вопросу о обратной всасывания в почке».
В 1914—1917 годах, во время Первой Мировой войны, работал военным врачом участвуя в работе Комиссии по устройству научных медицинских врачебных курсов. С 1918 года профессор кафедры общей патологии на новом медицинском факультете, где впервые начал преподавать патологии на украинском языке. После отъезда в Варшаву профессора В. К. Линдермана в 1922 году и объединения кафедр украинской и русской лектуры, в 1923—1931 годах был заведующим кафедрой общей патологии. В 1920—1924 годах руководитель кафедры фармакологии.
В 1931 году арестован по делу «Украинского национального центра», позже был освобождён, однако ему было отказано в работе в Киевском медицинском институте.
Переехал в Донецк, организовав кафедру патологической физиологии Донецкого медицинского института, которым руководил до 1936 года. В 1936 году вернулся в Киев, где возглавил кафедру патологической физиологии Киевского ветеринарного института, с 1957 года работал в Национальном университете биоресурсов и природопользования.
Умер 6 сентября 1960 года, похоронен на Байково кладбище (участок № 8).

## Научная деятельность
Автор более 50 научных работ, посвящённых проблемам патофизиологии почек и мочеиспускания, роли нервной системы в регуляции обменных процессов, влияния микроэлементов на организм животного. Изучал также вопросы частной фармакологии.
Под его руководством было задано 15 докторских и 20 кандидатских диссертаций. Его лаборатория была центром патологической физиологии в Киеве. Создал первую украинскую национальную школу пато-физиологов. В 1910—1914 годах был членом Медицинской секции Украинского научного общества, работал в Сборнике медицинской секции ВУАН, где напечатал первые научные работы на украинском языке.
Редактор журнала «Украинские медицинские вести» (издание Киевского медицинского института), где в 1924 году была напечатана работа «Психотерапия и народная медицина» в 1927 году «Некоторые антропометрические данные изменения населения Надднепрянщины Киевщины и Черниговщине, что играет значительную роль для украинской антропологии».